# Carlos Salomón Cámara
Carlos Salomón Cámara (Tenosique, Tabasco, 25 de enero de 1950) es un publirrelacionista y exfuncionario público mexicano. Fue director general de Comunicación Social de la Presidencia de la República durante la administración de Ernesto Zedillo de 1994 a 1995, y director general de la Lotería Nacional para la Asistencia Pública del 29 de diciembre de 1995 al 30 de noviembre de 2000.
Dirige el despacho Comunicación Integral Salomón y Asociados dedicado a las relaciones públicas y la comunicación política en México. Además, ha sido reconocido por la Universidad Georgetown como el mejor experto en lobbyng y manejo de crisis.[cita requerida]

## Trayectoria
Carlos Salomón Cámara es licenciado en Economía por la Facultad de Economía de la Universidad Nacional Autónoma de México, de la que se graduó con mención honorífica en 1976.
Durante su trayectoria profesional se ha desempeñado en diversos puestos de dirección en la administración pública en donde destacan: Vocero de la Presidencia de la República, Delegado en Coyoacán, contralor interno en las delegaciones Magdalena Contreras, Cuajimalpa y Xochimilco, secretario técnico de Fertimex entre otros. En la iniciativa privada se ha desempeñado como vicepresidente de Relaciones Públicas de Organización Editorial Mexicana.[cita requerida]

También ha impulsado a personas a adentrarse en la política, tal como hizo con Sergio Mayer, quien lo cuenta en su libro Entre el infierno y el éxito: 
Fue Carlos Salomón quien más tarde me motivó, apoyo y encauzó para dar mis primeros pasos dentro de la política de nuestro país: me presentó con comunicadores como Óscar Mario Beteta y Lolita de la Vega, me puso en contacto con diputados, senadores y presidentes de partidos políticos y me ayudó a entender cómo conducirme en el ámbito político. Le agradezco eternamente su generosidad. 
Ha colaborado como articulista de los periódicos El Día, Excélsior y El Sol de México.
En octubre de 2011 la Escuela Europea de Dirección y Empresa (EUDE), asociada al Real Centro Universitario Escorial-María Cristina, le otorgó un reconocimiento público y honorífico por su contribución a mejorar las relaciones entre España y Latinoamérica.[cita requerida]
Además de director general de Comunicación Integral.Condujo el espacio de opinión Agenda de la Semana en el canal de televisión Proyecto 40 y colaboró en los programa Frente a Frente de Lolita de la Vega y Va en Serio conducido por Carlos Ramos Padilla.[cita requerida]

## Publicaciones
- Parteaguas democrático en México: las elecciones de 1988 (1988)